# Сид Азара, Башир
Башир Сид Азара (фр. Bachir Sid Azara; род. 3 марта 1996) — алжирский борец греко-римского стиля, победитель и призёр Африканских игр, многократный чемпион Африки, участник Олимпийских игр.

## Карьера
В сентябре 2016 года во французском Маконе стал бронзовым призёром чемпионата мира среди юниоров. В апреле 2021 года в тунисском Хаммамете на африканском и океанском олимпийский отборочный турнире к Олимпийским играм в Токио завоевал лицензию. В августе 2021 года на Олимпиаде в схватке на стадии 1/8 финала одолел китайца Пэн Фэя (11:1), в 1/4 финала при счёте 1:1 по последнему действию уступил Жану Беленюку из Украины, но так как Беленюк вышел в финал, получил право через утешительные схватки побороться за бронзовую медаль, однако проиграл в поединке против Зураба Датунашвили из Сербии (1:5) и занял итоговое 7 место.

## Достижения
- Арабский чемпионат 2014 — ; (вольная борьба)
- Арабский чемпионат 2014 — ;
- Чемпионат Африки по борьбе 2015 — ;
- Африканские игры 2015 — ;
- Чемпионат Африки по борьбе 2016 — ;
- Чемпионат мира по борьбе среди юниоров 2016 — ;
- Чемпионат Африки по борьбе 2017 — ;
- Игры исламской солидарности 2017 — ;
- Чемпионат Африки по борьбе 2018 — ;
- Средиземноморские игры 2018 — ;
- Средиземноморский чемпионат 2018 — ;
- Чемпионат Африки по борьбе 2019 — ;
- Африканские игры 2019 — ;
- Чемпионат Африки по борьбе 2020 — ;
- Олимпийские игры 2020 — 7;
- Чемпионат Африки по борьбе 2022 — ;
- Чемпионат Африки по борьбе 2023 — ;